# Forêt nationale d'Uinta-Wasatch-Cache
La forêt nationale d'Uinta-Wasatch-Cache (en anglais : Uinta-Wasatch-Cache National Forest) est une forêt nationale américaine située entre le nord et le centre-nord de l'Utah et le sud-ouest du Wyoming.
9 millions de visiteurs visitent la forêt chaque année.

## Description
La superficie du site est de 2 169 596 acres (878 004 ha).
Le mont Timpanogos, qui s'élève à plus de 3 580 mètres au-dessus du niveau de la mer, se situe dans cette forêt. Le mont Nebo, situé à proximité, s'élève à 3 636 m au-dessus du niveau de la mer et est le point culminant du site.

## Faune

### Dégradations
Des déchets sont de plus en plus souvent laissés par les visiteurs, ce qui n'est pas sans conséquence sur la faune, selon David Whittekiend, superviseur forestier de la forêt nationale d'Uinta-Wasatch-Cache. Par ailleurs, des graffitis ont également été retrouvés dans la forêt.

## Histoire
La forêt provient d'une fusion de deux sites, réalisée en août 2007 : la forêt nationale d'Uinta, faisant à l'origine partie de la réserve forestière d'Uinta — créée le 2 février 1897 par Grover Cleveland, et la forêt nationale de Wasatch-Cache, située à Salt Lake City.

## Toponymie
Le nom de la forêt est composé du mot d'origine amérindienne Uinta, signifiant « forêt de pin », du mot Ute Wasatch, signifiant « endroit bas en haute montagne » et du mot français cache, désignant les grottes utilisées par les chasseurs pour cacher leurs fourrures.